# Gare de Bielle-San-Paolo
La gare de Bielle-San-Paolo (en italien, Stazione di Biella San Paolo) est une gare ferroviaire italienne, terminus des lignes de Santhià à Bielle et de Bielle à Novare, située sur le territoire de la ville de Bielle en région du Piémont.
Elle est mise en service en 1939.
C'est une gare voyageurs de Rete ferroviaria italiana (RFI) desservie par des trains régionaux (R) Trenitalia.

## Situation ferroviaire
Établie à environ 393 mètres d'altitude, la gare de Bielle est située au point kilométrique (PK) 50,766 de la ligne de Bielle à Novare, avant la gare de Bielle-Chiavazza, et au (PK) 26,724 de la ligne de Santhià à Bielle (voie unique), avant la gare ouverte de Candelo.

## Histoire
La gare de Biells-San-Paolo est mise en service le 18 mai 1939, devenant  pleinement opérationnelle le 20 juillet 1940 afin de compléter le réseau, et le manque de matériel roulant.
En 1958 est réalisé le lien avec de la ligne ferroviaire Bielle à Santhià, qui auparavant se terminait à Bielle, Piazza Vittorio Veneto,.
Le 21 janvier 1961, en avance sur la date limite du contrat avec la Societè Ferrovia Biella Novara (SFBN), la gare et toute la ligne passent sous la direction de Ferrovie dello Stato.
À partir de l'an 2000, la direction de la gare passe sous la gestion de la Rete ferroviaria italiana et est classée dans la catégorie « Argent ».

## Service des voyageurs

### Accueil
La gare voyageurs RFI, classée argent, elle dispose d'un bâtiment voyageurs, avec guichets et salle d'attente, ouvert tous les jours. Elle est équipée d'automates pour l'achat de titres de transport.
La traversée des voies et l'accès aux quais s'effectuent par un passage souterrain

### Desserte
Bielle-San-Paolo est desservie par des trains régionaux (R) Trenitalia reliant les Novare et de Santhià.

### Intermodalité
Un parc pour les vélos et un parking pour les véhicules y sont aménagés. Elle est desservie par des bus et des cars.

Autres vues de la gare
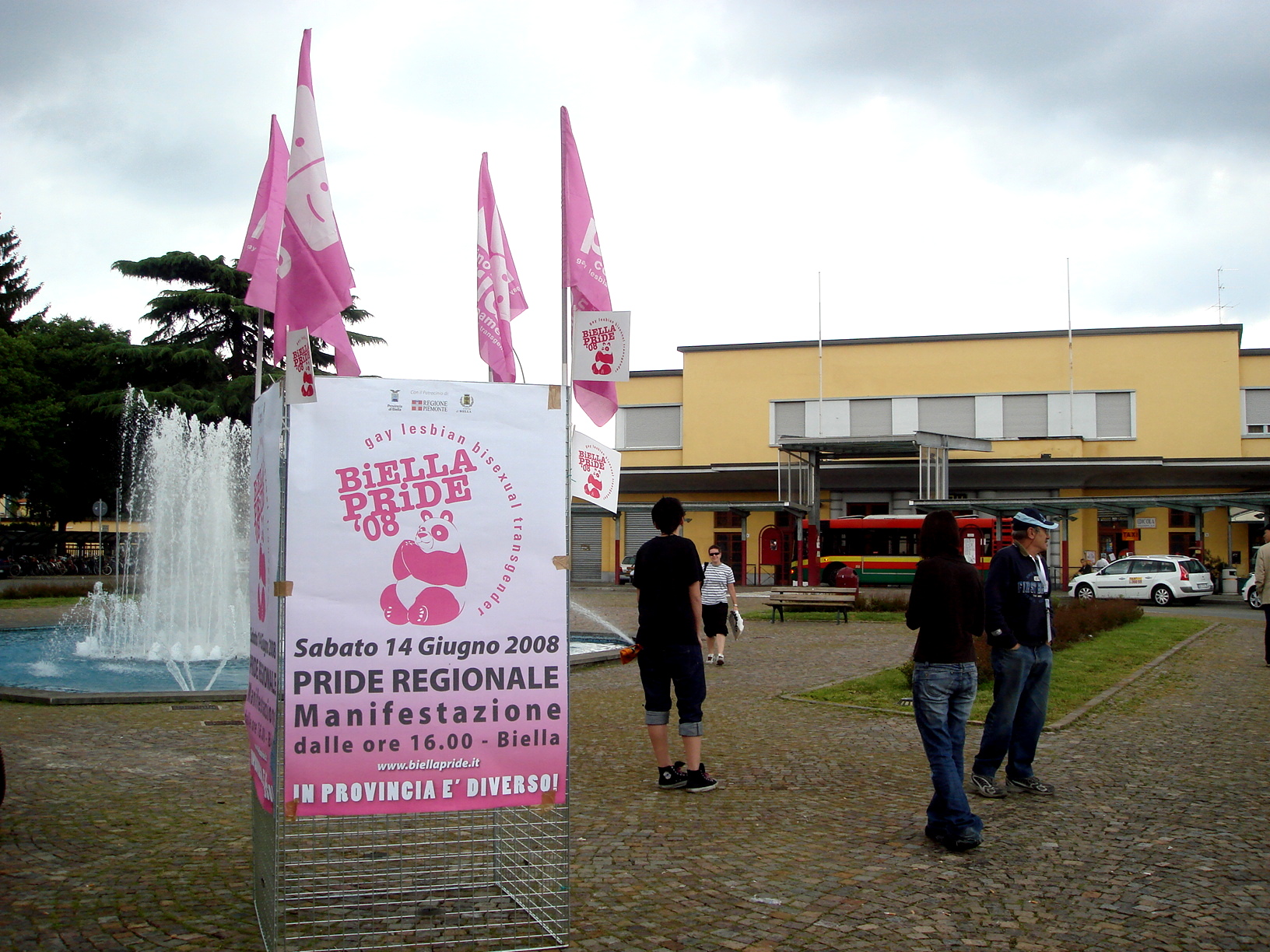
En 2008.
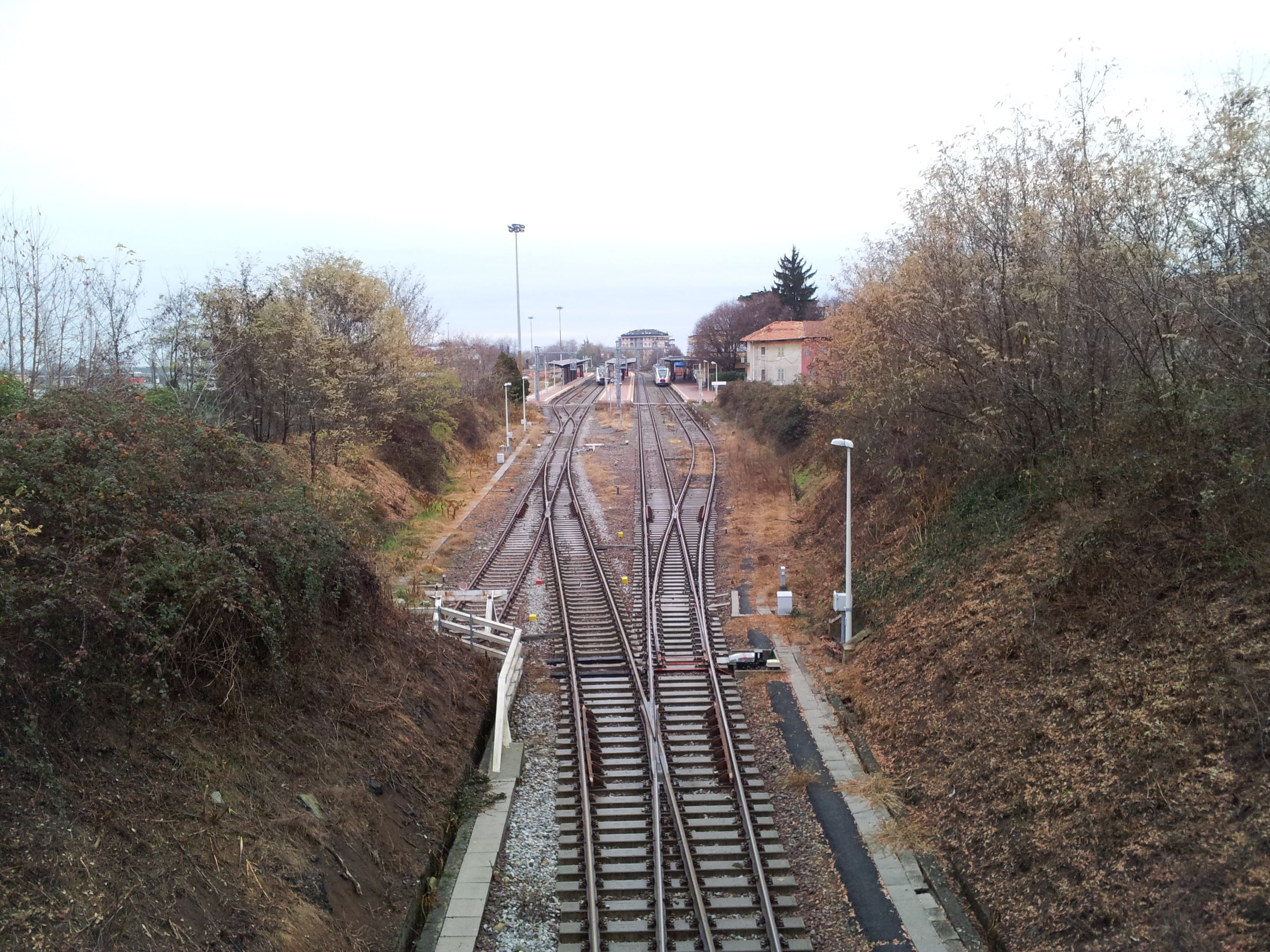
En 2014.
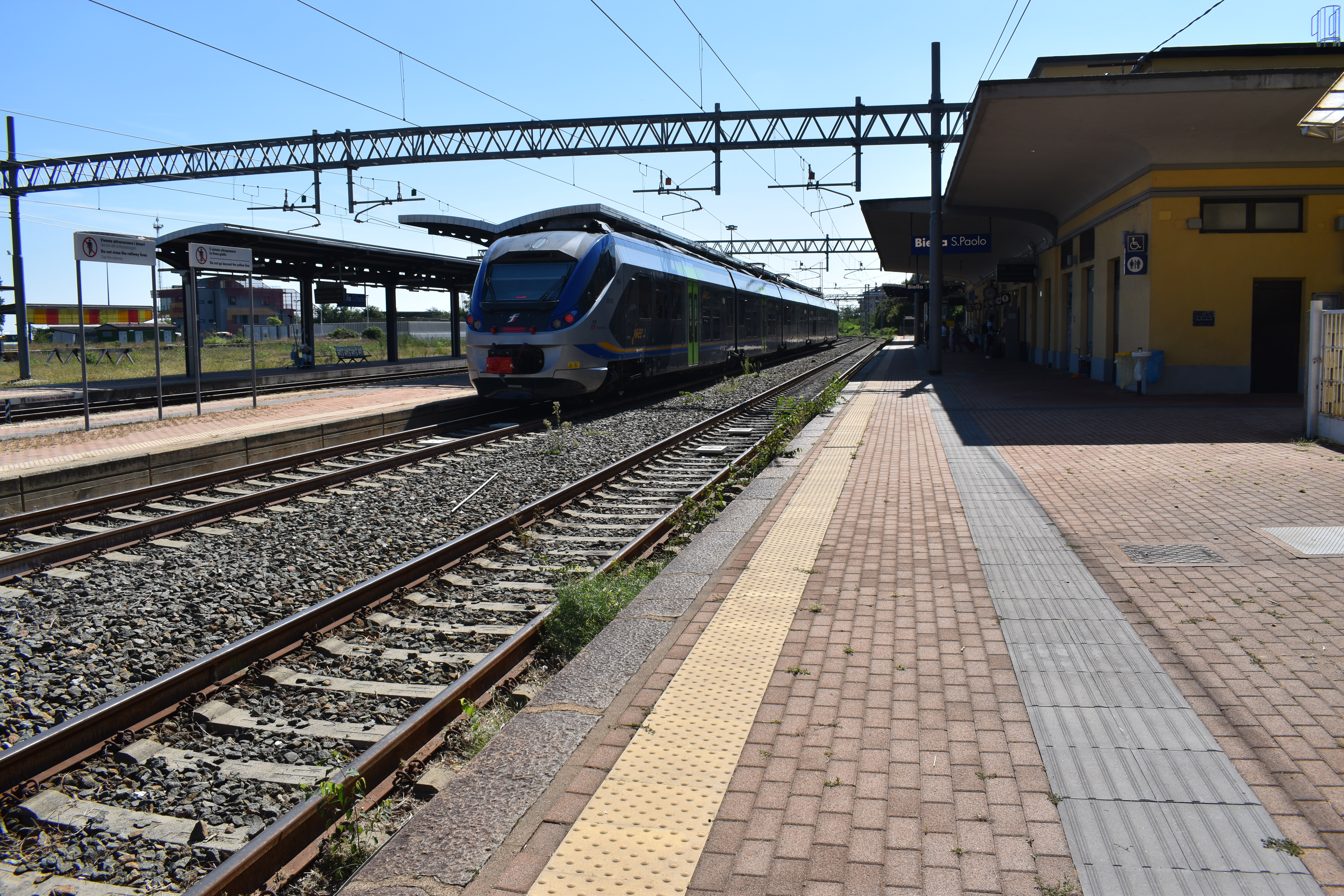
Carré voies direction Santhià en 2022
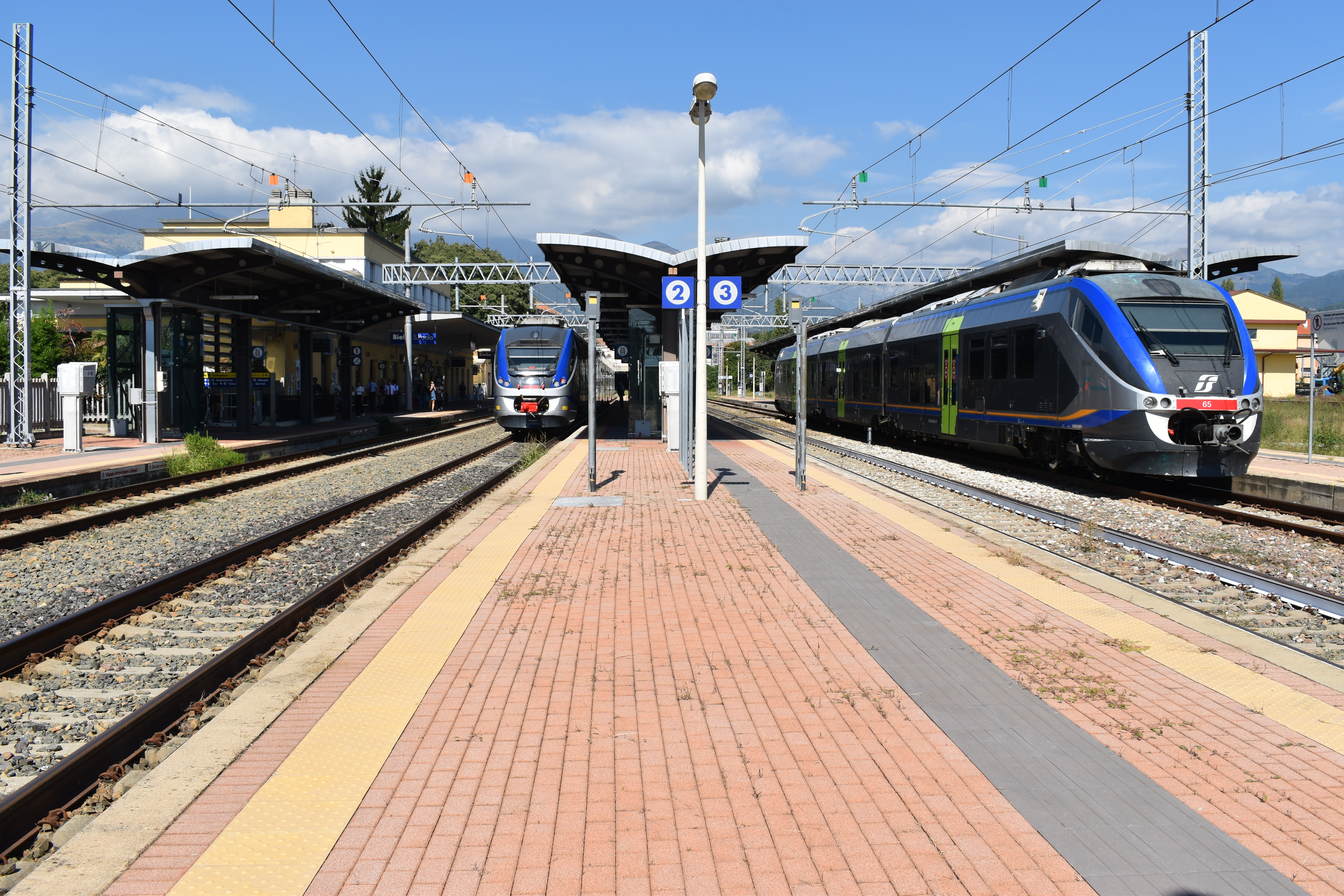
Carré voies direction Novare en 2022